# Klokočov (Michalovce)
Klokočov (ungarisch Hajagos – bis 1907 Klokocsó) ist eine Gemeinde im Osten der Slowakei mit 462 Einwohnern (Stand 31. Dezember 2024), die zum Okres Michalovce, einem Teil des Košický kraj, gehört und in der traditionellen Landschaft Zemplín liegt.

## Geographie

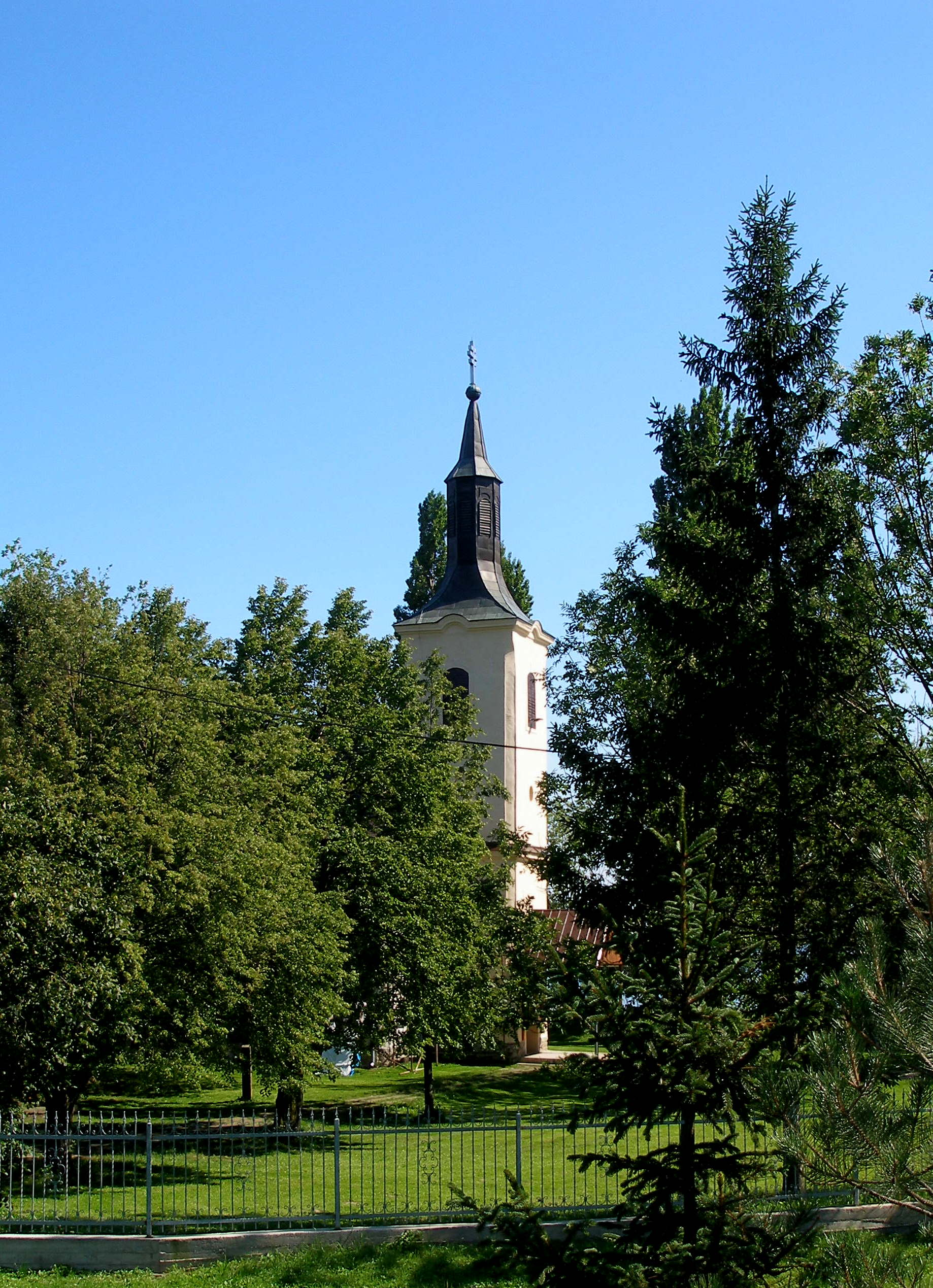
Griechisch-katholische Kirche

Die Gemeinde befindet sich im östlichen Teil des Ostslowakischen Hügellands im Ostslowakischen Tiefland, am südlichen Hang des Vihorlatgebirges, am Zusammenfluss der Bäche Suchý potok und Skalný potok und am Ufer des Stausees Zemplínska šírava. Das Ortszentrum liegt auf einer Höhe von 121 m n.m. und ist 12 Kilometer von Michalovce entfernt.
Nachbargemeinden sind Valaškovce (Militärgebiet) im Norden, Kusín im Osten, Hnojné im Südosten, Lúčky im Süden und Kaluža im Westen.

## Geschichte
Klokočov wurde zum ersten Mal 1358 als Kokochow schriftlich erwähnt, weitere historische Bezeichnungen sind unter anderen Klokocho (1419), Lokocha, Lokowcho (1427), Klokowchow (1450) und Klokočow (1808). Das Dorf wurde nach deutschem Recht gegründet und war Teil der Herrschaft von Großmichel. 1427 wurden 18 Porta verzeichnet.
1715 wohnten fünf Untertanen-Familien im Ort. 1828 zählte man 65 Häuser und 368 Einwohner, die als Landwirte und Winzer beschäftigt waren. Bis zum 20. Jahrhundert besaß die Familie Sztáray die Ortsgüter.
Bis 1918/1919 gehörte der im Komitat Ung liegende Ort zum Königreich Ungarn und kam danach zur Tschechoslowakei beziehungsweise heute Slowakei. Nach 1918 waren die Einwohner als Fuhrleute, Holzfäller und Landwirte beschäftigt. 1953 musste die Gemeinde Teile des Gemeindegebiets an das Militärgebiet Valaškovce abtreten.

## Bevölkerung
| Jahr                | 1994 | 2004    | 2014    | 2024    |
| ------------------- | ---- | ------- | ------- | ------- |
| Anzahl der Personen | 378  | 406     | 422     | 462     |
| Unterschied         |      | +7,40 % | +3,94 % | +9,47 % |

| Jahr                | 2023 | 2024    |
| ------------------- | ---- | ------- |
| Anzahl der Personen | 449  | 462     |
| Unterschied         |      | +2,89 % |

Nach der Volkszählung 2011 wohnten in Klokočov 404 Einwohner, davon 390 Slowaken, vier Russinen und ein Pole. Neun Einwohner machten keine Angabe zur Ethnie.
274 Einwohner bekannten sich zur griechisch-katholischen Kirche, 90 Einwohner zur griechisch-katholischen Kirche, sechs Einwohner zur Evangelischen Kirche A. B., jeweils vier Einwohner zu den Zeugen Jehovas und zur orthodoxen Kirche und ein Einwohner zur reformierten Kirche. Ein Einwohner bekannte sich zu einer anderen Konfession, fünf Einwohner waren konfessionslos und bei 19 Einwohnern wurde die Konfession nicht ermittelt.

## Bauwerke und Denkmäler
Der bedeutendste Sakralbau ist die griechisch-katholische Kirche Entschlafung der allheiligen Gottesmutter im klassizistischen Stil aus dem Jahr 1835. Der Ort ist ein bedeutender Wallfahrtsort in der Eparchie Košice. Im Jahr 1670, als in Klokočov noch eine Holzkirche stand, fielen Kuruzzen ein und plünderten den Ort, woraufhin sich die Einheimischen in der Kirche versteckten. Als die Kuruzzen dort kamen, sollte das Bildnis Mariä auf der Ikone sich verdunkeln und tränen. Die Kirche wurde am nächsten Tag in Brand gesetzt, aber die Ikone überstand das Feuer. Die heutige Ikone in der Kirche ist eine Kopie.

## Verkehr
Durch Klokočov führt die Cesta II. triedy 582 („Straße 2. Ordnung“) von Michalovce nach Sobrance über Jovsa. Der nächste Bahnanschluss ist in Michalovce an der Bahnstrecke Michaľany–Łupków.